# C.C. Harrison
Clint Cotis Harrison, detto C.C. (Reidsville, 23 settembre 1976), è un ex cestista statunitense, professionista in Europa.

## Palmarès
- Campionato olandese: 1

Amsterdam: 2008-09
- Coppa di Germania: 1

Cologne 99ers: 2004
- Coppa di Francia: 1

Pau-Orthez: 2007